# Campionat britànic de trial 1971
La temporada de 1971 del Campionat britànic de trial fou la 22a edició d'aquest campionat, organitzat per l'ACU. El calendari oficial constava de 10 proves puntuables, celebrades entre el 10 de gener i el 6 de novembre.

## Classificació final
| Posició | Pilot            | Motocicleta | Punts |
| ------- | ---------------- | ----------- | ----- |
| 1       | Gordon Farley    | Montesa     | 76    |
| 2       | Malcolm Rathmell | Bultaco     | 76    |
| 3       | Martin Lampkin   | Bultaco     | 59    |
| 4       | Rob Edwards      | Montesa     | 54    |
| 5       | Alan Lampkin     | Bultaco     | 45    |
| 6       | Dave Thorpe      | OSSA        | 42    |
| 7       | Geoff Chandler   | Bultaco     | 40    |
| 8       | Mick Andrews     | OSSA        | 30    |
| 9       | Ian Haydon       | Montesa     | 30    |
| 10      | Rob Shepherd     | Montesa     | 21    |